# كوليبيولي (تشيلي)
كوليبيولي (بالإسبانية: Collipulli)‏ هي بلدية تقع في تشيلي في Malleco Province. يقدر عدد سكانها بـ 23,321 نسمة ومساحتها 1,295.9 كم2 وترتفع عن سطح البحر 243 متر.